# Zuikei Shūhō
Zuikei Shuhō (瑞渓周鳳) est un lettré japonais né le 2 janvier 1392, et mort le 3 juin 1473. Formé au bouddhisme selon les conceptions de l'école Rinzai, il est l'auteur de Zenrin Kokuhōki en trois volumes qui retrace la nature des échanges internationaux entre le Japon, la Chine et la Corée, tout en reproduisant plusieurs documents diplomatiques.

## Sources